# Décès en septembre 1990
Décès
- 1986
- 1987
- 1988
- 1989
- 1990
- 1991
- 1992
- 1993
- 1994

Pour une information complémentaire, voir la page d'aide.

| Date         | Nom                   | Activités                                                        | Âge | Source |
| ------------ | --------------------- | ---------------------------------------------------------------- | --- | ------ |
| 3 septembre  | Mieczysław Fogg       | artiste, musicien et chanteur polonais                           | 89  | (en)   |
| 4 septembre  | Irene Dunne           | actrice américaine                                               | 91  |        |
| 6 septembre  | Rigoberto Felandro    | Footballeur international péruvien                               | 66  |        |
| 16 septembre | Luisa Palacios        | peintre, graveuse et céramiste vénézuélienne                     | 67  | (en)   |
| 19 septembre | Werner Janssen        | chef d'orchestre et compositeur américain                        | 91  | (en)   |
| 20 septembre | André Lukács          | footballeur franco-slovaque (tchécoslovaque)                     | 62  |        |
| 21 septembre | Xavier Nicole         | Adolescent résistant français pendant la Seconde Guerre mondiale | 65  |        |
| 24 septembre | Raymond Humbert       | peintre français                                                 | 58  |        |
| 25 septembre | Togyū Okumura         | peintre japonais du style nihonga d'aquarelle                    | 101 |        |
| 25 septembre | Marcial Lalanda       | matador espagnol                                                 | 87  |        |
| 26 septembre | Alberto Moravia       | écrivain italien                                                 | 82  |        |
| 27 septembre | Marie-Thérèse Auffray | résistante et peintre française                                  | 77  |        |
| 29 septembre | Jacques Boulas        | coureur cycliste français                                        | 41  |        |
| 30 septembre | Michel Leiris         | écrivain et ethnologue français                                  | 89  |        |